# Lisanne Gräwe
Lisanne Gräwe (Rheda-Wiedenbrück, 11 februari 2003) is een voetbalspeelster uit Duitsland. Ze speelt als middenvelder voor Eintracht Frankfurt in de Bundesliga.

## Clubcarrière
Lisanne Gräwe begon haar carrière bij FC Kaunitz in Verl, Kreis Gütersloh. Op veertienjarige leeftijd kreeg Gräwe een aanbond om voor FSV Gütersloh 2009 in de B-junioren Bundesliga te gaan spelen. Gräwe sloeg het aanbod af en stapte over naar SC Wiedenbrück, waar ze met mannen speelde en promoveerde naar de tweede klasse Westfalen.
In 2019 ging Gräwe voor VfL Wolfsburg spelen. Op 13 september 2020 maakte ze haar debuut in de Bundesliga door in de 76ste minuut in te vallen voor Joelle Wedemeyer in een uitwedstrijd bij TSG 1899 Hoffenheim. Gräwe speelde haar wedstrijden vooral voor VfL Wolfsburg II waarvoor ze tot 23 wedstrijden en twee doelpunten kwam. In 2021 verliet Gräwe Wolfsburg voor competitiegenoot Bayer 04 Leverkusen.
Sinds 1 juli 2023 speelt Gräwe voor Eintracht Frankfurt waar ze onder contract staat tot medio 2025.

## Statistieken
| Seizoen | Club                | Competitie     | Competitie | Competitie | Beker | Beker | Overig | Overig | Totaal | Totaal |
| Seizoen | Club                | Competitie     | Wed.       | Dlp.       | Wed.  | Dlp.  | Wed.   | Dlp.   | Wed.   | Dlp.   |
| ------- | ------------------- | -------------- | ---------- | ---------- | ----- | ----- | ------ | ------ | ------ | ------ |
| 2019/20 | VfL Wolfsburg II    | 2de Bundesliga | 11         | 1          | 0     | 0     | 0      | 0      | 11     | 1      |
| 2020/21 | VfL Wolfsburg II    | 2de Bundesliga | 12         | 1          | 0     | 0     | 0      | 0      | 12     | 1      |
| 2020/21 | VfL Wolfsburg       | Bundesliga     | 1          | 0          | 0     | 0     | 0      | 0      | 1      | 0      |
| 2021/22 | Bayer 04 Leverkusen | Bundesliga     | 21         | 1          | 3     | 0     | 0      | 0      | 24     | 1      |
| 2022/23 | Bayer 04 Leverkusen | Bundesliga     | 12         | 0          | 1     | 0     | 0      | 0      | 13     | 0      |
| 2023/24 | Eintracht Frankfurt | Bundesliga     | 19         | 1          | 4     | 0     | 10     | 1      | 23     | 1      |
| Totaal  | Totaal              | Totaal         | 76         | 4          | 8     | 1     | 10     | 1      | 94     | 6      |

Bijgewerkt t/m 25 april 2024.

## Interlandcarrière
Gräwe won met Duitsland onder 17 het EK 2019 door na strafschoppen te winnen in de finale tegen de leeftijdsgenoten van Nederland onder 17.
Op 28 oktober 2024 maakte Gräwe haar debuut voor het Duitse voetbalelftal in een vriendschappelijke wedstrijd tegen Australië. Deze wedstrijd was tevens de laatste interland van Alexandra Popp.